# 아오야마 도시히로
아오야마 도시히로(일본어: 青山 敏弘, 1986년 6월 22일 ~ )는 일본의 축구 선수이다.

## 구단 경력
그는 2004년부터 2024년까지 J리그의 산프레체 히로시마에서 활동하였다.

## 국가대표팀 경력
그는 2006년 아시안 게임에 참가할 일본 U-23 국가대표팀에 발탁되었다.
2013년 EAFF 동아시안컵에 참가할 일본 국가대표팀에 발탁되었으며, 7월 21일 중국와의 경기에서 데뷔했다. 2014년 FIFA 월드컵에도 출전했다. 2019년 AFC 아시안컵 준우승에 기여했다. 그는 2019년까지 국제 A매치 통산 12경기에 출전, 1득점을 넣었다.

## 통계

### 구단
| 산프레체 히로시마 | 산프레체 히로시마 | 산프레체 히로시마 |
| 연도              | 출전              | 득점              |
| ----------------- | ----------------- | ----------------- |
| 2004              | 1                 | 1                 |
| 2005              | 0                 | 0                 |
| 2006              | 21                | 2                 |
| 2007              | 35                | 1                 |
| 2008              | 40                | 5                 |
| 2009              | 34                | 4                 |
| 2010              | 29                | 0                 |
| 2011              | 30                | 2                 |
| 2012              | 38                | 2                 |
| 2013              | 39                | 3                 |
| 2014              | 31                | 1                 |
| 2015              | 38                | 4                 |
| 통산              | 336               | 25                |

### 국가대표팀
| 일본 | 일본 | 일본 |
| 연도 | 출전 | 득점 |
| ---- | ---- | ---- |
| 2013 | 3    | 0    |
| 2014 | 4    | 0    |
| 2015 | 1    | 1    |
| 2016 | 0    | 0    |
| 2017 | 0    | 0    |
| 2018 | 3    | 0    |
| 2019 | 1    | 0    |
| 통산 | 12   | 1    |